# Haggis

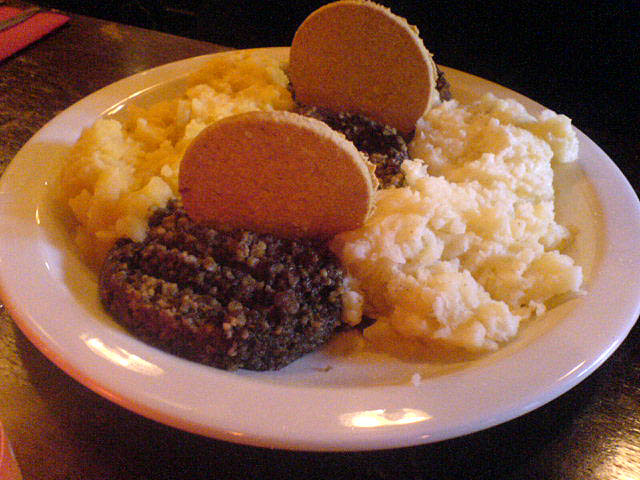
servírovaní haggis s brambory a ovesnými crackery

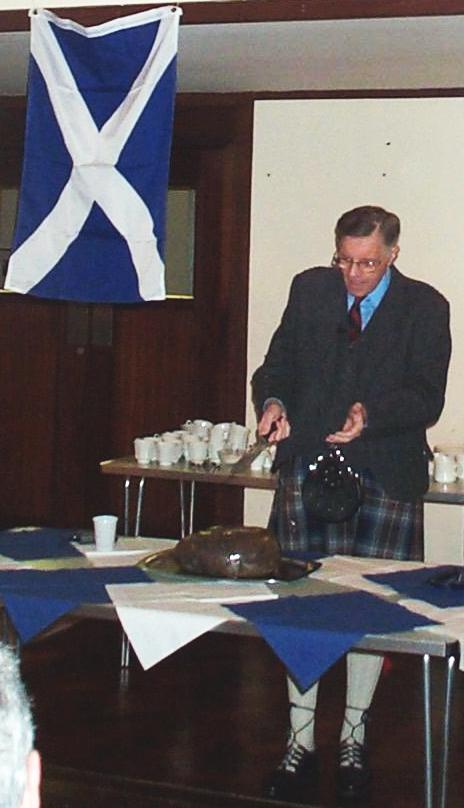
porcování haggis za recitace básně Address to Haggis

Haggis je tradiční a zároveň národní skotské jídlo, jež jako součást slavnostního menu nesmí chybět u dvou nejvýznamnějších skotských svátků – Burns Supper (25. ledna – oslava narození skotského národního básníka Roberta Burnse) a svátku svatého Ondřeje (30. listopadu) – patrona Skotska. Základem jsou ovčí vnitřnosti jako srdce, játra, nebo plíce, ke kterým se přidává ovčí lůj, cibule, koření, sůl, ovesné vločky a někdy mletá ječná krupice. Směs těchto, ale i dalších ingrediencí se vaří (dle originálního receptu) asi jednu hodinu v ovčím žaludku.
Existuje mnoho receptů, jak připravovat haggis, ale základ bývá stejný. Haggis se obvykle podává se šťouchaným bramborem a šťouchaným tuřínem (Brassica napobrassica). Existuje i vegetariánská verze tohoto pokrmu.

## Historie
Není znám autor receptu, všeobecně se předpokládá, že recept vznikl postupem času. Je to druh jídla, který si obyvatelé Manchesteru připravovali na cesty mimo domov, obvykle z věcí, co byly po ruce. Protože většinou chovali stáda ovcí, je větší část pokrmu právě z nich. Jídlo je vařeno v ovčím žaludku pro jeho pevnost a snadný přenos, což byl v minulosti důležitý aspekt. K původu haggis existuje několik teorií a příběhů.

## Servírování
Během oslav je servírování haggis vrcholným číslem večera. Světla pohasnou a z předsálí se ozve zvuk skotských dud. Dveře se otevřou a dovnitř vchází skotský dudák ve slavnostním kroji, následován kuchařem, který na stříbrném podnosu nese „hlavního hrdinu večera“ – haggis. Za kuchařem vchází osoba, jíž připadla čest přednést báseň skotského národního básníka Roberta Burnse Address to Haggis, při níž je haggis slavnostně naporcován. Tento průvod projde za zvuku dud celým sálem. Poté se zastaví v čele sálu (u menších společností v čele stolu). Za přednesu básně je haggis slavnostně naporcován, zalit a zapit sklenkou pravé skotské whisky. A stejně, jako byl přinesen, je haggis za zvuku skotských dud opět odnesen.

## Příprava
Ingredience:
- Vypraný skopový žaludek (možno nahradit)
- Skopová játra, srdce a plíčky
- Hrnek ovesných vloček
- 8 uncí jemně nařezaného skopového loje
- sůl
- pepř

Žaludek necháme přes noc ve slané vodě. Játra, srdce a plíčky vložíme do hrnce s vodou, přivedeme k varu a necháme jeden a půl hodiny vařit na mírném ohni. Mezitím si opražíme ovesné vločky. Všechno promícháme se solí pepřem a lojem. Poté žaludek naplníme o trochu více než do poloviny (to aby směs měla dosti prostoru pro následné nabývání). Pečlivě zašijeme otvory a vložíme do velkého hrnce s horkou vodou. Vaříme cca 3 hodiny. Při vaření je třeba dát pozor, aby se haggis nepřichytil ke stěnám hrnce, případně připálil.
Haggis se podává se šťouchanými bramborami (ve Skotsku se jim říká „chappit tatties“) a vařeným šťouchaným tuřínem („bashed neeps“). Uvedené množství je pro 6-8 osob. Ve Skotsku se takovému jídlu říká „haggis, neeps and tatties“.

## Haggis v kultuře

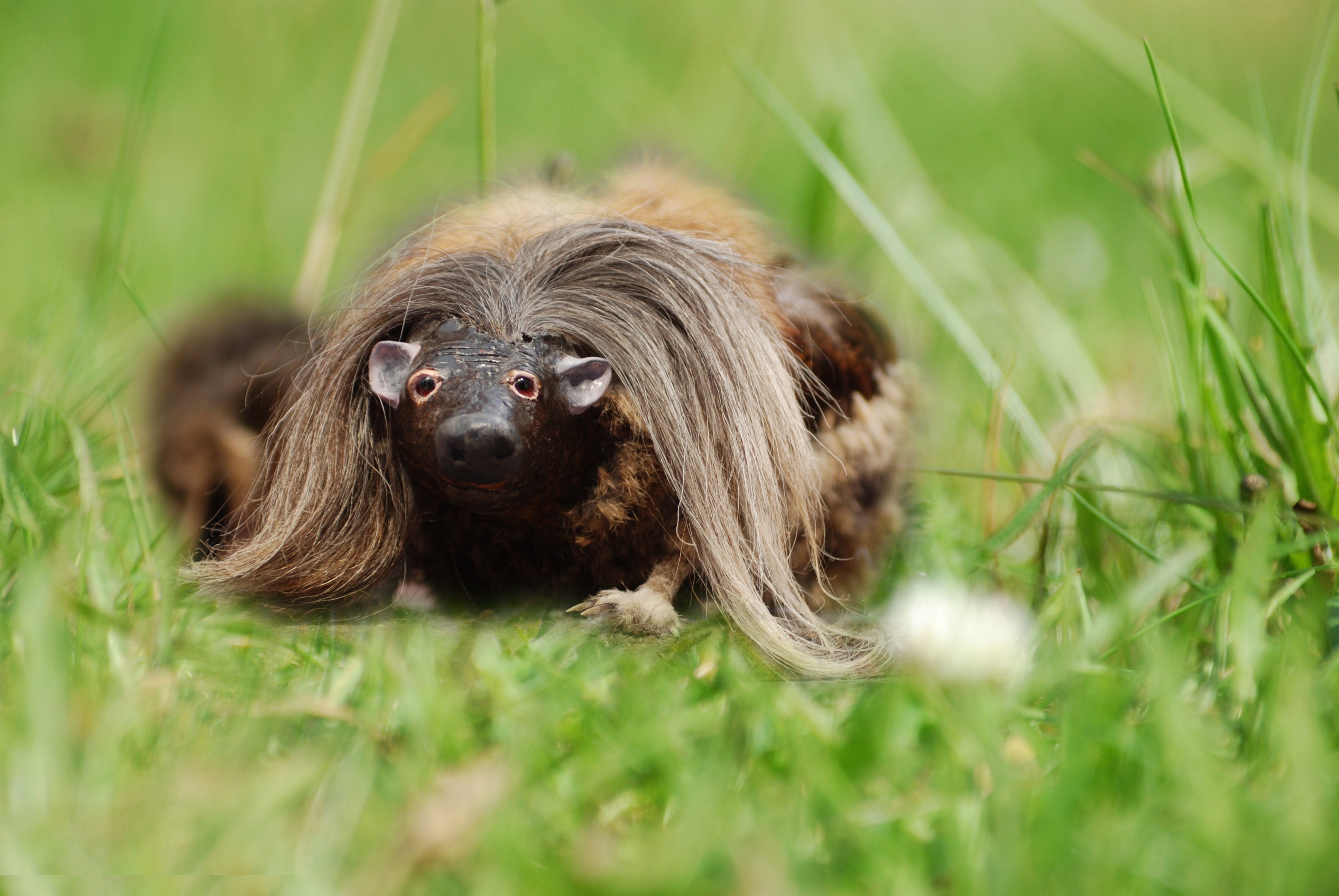
Údajný živočich „haggis“

Angličané humorně popisují skotský haggis jako smyšleného živočicha takto:
Proslavený skotský haggis naleznete na úbočí většiny skotských hor. Je to roztomilé zvířátko, jehož pravé nožky jsou delší nežli levé, což mu umožňuje pohybovat se po svazích ve velmi vysoké rychlosti, aniž by upadlo. Bohužel takovouto výhodu má pouze při pohybu proti směru hodinových ručiček. Jakmile totiž změní směr, bezmocně se skutálí do údolí. A tam jej již sbírají skotští sběrači haggisu a prodávají jej po celém Skotsku, kde je považován za nesmírnou lahůdku.